# Europameisterschaften 1900
Als Europameisterschaft 1900 oder EM 1900 bezeichnet man folgende Europameisterschaften, die im Jahr 1900 stattfanden:
- Eiskunstlauf-Europameisterschaft 1900
- Ruder-Europameisterschaften 1900